# Fusta

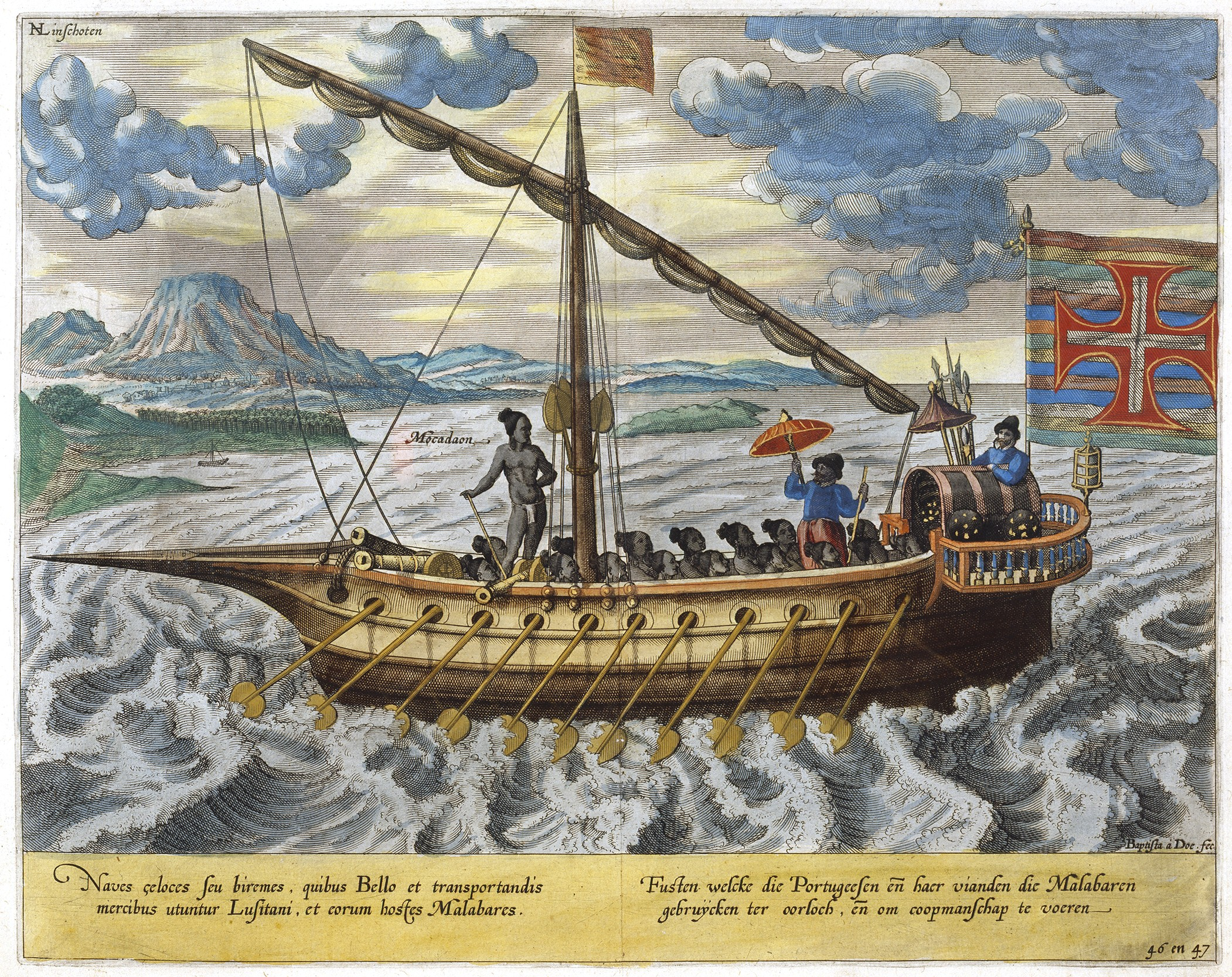
Fusta mit portugiesischem Pavilion (aus einem Buch des Entdeckers Jan Huygen van Linschoten)

Die Fusta oder Fuste (englisch auch foist und galliot, türkisch kalita, italienisch galiota) war ein schmales, leichtes, wendiges und schnelles Schiff mit geringem Tiefgang, das sowohl mit Rudern als auch einem Lateinersegel angetrieben wurde.  Es handelte sich damit grundsätzlich um eine kleine Galeere. Die Zahl der Ruder betrug zwischen 12 und 18 an jeder Seite, und jedes Ruder wurde von zwei Mann bewegt.  Das Segel wurde soweit möglich für längere Fahrten benutzt, auch um Kraft zu sparen, während die Ruder insbesondere im Kampf und bei der Ein- und Ausfahrt in und aus Häfen und Ankerplätzen zum Zuge kamen.  Noch etwas kleiner war die Galeote, bei der häufig nur ein Mann pro Riemen ruderte.  Allerdings werden in der Marineliteratur des Mittelmeerraums die beiden Begriffe Fusta und Galeote oft synonym verwandt.
Die Fusta war das bevorzugte Schiff der nordafrikanischen Korsaren von Salé und den Barbareskenstaaten. Wegen ihrer Geschwindigkeit über kurze Angriffs- und Gefechtsdistanzen, ihrer Wendigkeit, ihrer Windunabhängigkeit, und ihrer Fähigkeit, auf Grund des geringen Tiefgangs in flachen Gewässern operieren zu können (wichtig zum Verstecken in kleinen Buchten vor einem überraschenden Angriff auf vorbeikommende Schiffe) war sie bestens für Piraterie und Seekrieg im Mittelmeer geeignet.  Sofern die Ruderer nicht kriegsgefangene Sklaven waren, stellten sie eine zusätzliche Kampfmannschaft zum Entern und Erobern gegnerischer Schiffe.
Mit Fustas eroberten die Barbarossa-Brüder, Baba Arudsch und Khair ad-Din, die nordafrikanischen Küstenstädte, aus denen die Barbareskenstaaten von Algier, Tunis und Tripolis hervorgingen.  Mit Fustas transportierten sie Tausende von Muslims aus Spanien nach Nordafrika nach dem Fall von Granada.  Und mit Fustas verbreiteten sie und ihre Genossen und Nachfolger wie Turgut Reis und Uludsch Ali Angst und Schrecken im Mittelmeer des 16. und 17. Jahrhunderts.